# Bonneauville
Bonneauville es un borough ubicado en el condado de Adams en el estado estadounidense de Pensilvania. En el año 2000 tenía una población de 1378 habitantes y una densidad poblacional de 532.4 personas por km².

## Geografía
Bonneauville se encuentra ubicado en las coordenadas 39°48′41″N 77°08′12″O / 39.81139, -77.13667.

## Demografía
Según la Oficina del Censo en 2000 los ingresos medios por hogar en la localidad eran de $40 221 y los ingresos medios por familia eran $42 955. Los hombres tenían unos ingresos medios de $31 350 frente a los $20 804 para las mujeres. La renta per cápita para la localidad era de $15 720. Alrededor del 13.0% de la población estaba por debajo del umbral de pobreza.